# James G. Blaine
James Gillespie Blaine (West Brownsville, 31 de janeiro de 1830 – Washington, D.C., 27 de janeiro de 1893) foi um político norte-americano filiado ao Partido Republicano que serviu na Câmara dos Representantes e no Senado pelo Maine, e duas vezes como Secretário de Estado. Ele foi candidato a presidente dos Estados Unidos na eleição de 1884, porém foi derrotado por Grover Cleveland.
Blaine nasceu no oeste da Pensilvânia e mudou-se para o Maine onde tornou-se professor e editor de um jornal. Ele era um orador carismático, sendo apelidado de "o Homem Magnético". Ele começou sua carreira política apoiando Abraham Lincoln e a União na Guerra de Secessão. Durante a Reconstrução dos Estados Unidos, Blaine apoiou o sufrágio aos negros, porém se opôs a algumas medidas mais coercitivas dos Republicanos Radicais. Apesar de ter começado como protecionista, ele mais tarde trabalhou para reduzir a taxa alfandegária e para expandir as trocas de produtos norte-americanos com outros países. A expansão das ferrovias era uma importante questão, e por causa de seus interesses e apoio, Blaine sofreu suspeitas de corrupção na atribuição de cartas ferroviárias; essas suspeitas teriam um impacto na sua campanha presidencial de 1884.
Como Secretário de Estado, Blaine foi uma figura de transição, marcando o fim da era isolacionista na política externa e prenunciando o Século Americano que começaria com a Guerra Hispano-Americana. Seus esforços para expandir as trocas e a influência dos Estados Unidos iniciaram uma mudança na política externa do país. Ele foi um pioneiro da reciprocidade das taxas alfandegárias e pediu um maior envolvimento nas questões da América Latina. Sua políticas expansionistas levariam ao estabelecimento de colônias norte-americanas no Pacífico e no Caribe em menos de uma década após sua morte em 1893.